# Curling aux Jeux olympiques de 2010
Navigation
Turin 2006 Sotchi 2014
Les deux tournois de curling aux Jeux olympiques d'hiver de 2010 ont lieu du 16 au 27 février 2010 au Centre olympique/paralympique à Vancouver au Canada. C'est la cinquième fois que le curling fait partie du programme olympique. Dix nations sont en compétition dans chacun des deux tournois (masculin et féminin).

## Résultats
| Épreuves                             | Or                      | Argent                  | Bronze               |
| ------------------------------------ | ----------------------- | ----------------------- | -------------------- |
| Tournoi masculin résultats détaillés | Canada - Adam Enright   | Norvège - Thomas Løvold | Suisse - Toni Müller |
| Tournoi féminin résultats détaillés  | Suède - Kajsa Bergström | Canada - Kristie Moore  | Chine - Liu Jinli    |

## Qualification
La qualification pour les tournois olympiques de curling est déterminée grâce à des points de qualification que les équipes ont obtenus à la suite de leurs résultats aux championnats du monde de curling 2007, 2008 et 2009. Neuf nations se sont qualifiés grâce à leurs points de qualification obtenues lors des championnats du monde tandis que le Canada, en tant que pays hôte, qualifie son équipe masculine et son équipe féminine automatiquement. Par conséquent, dix équipes masculines et dix équipes féminines participeront aux deux tournois de curling olympiques.

### Pays qualifiés

#### Tournoi masculin
| Moyen de qualification                                | Places | Qualifiés                                                                       |
| ----------------------------------------------------- | ------ | ------------------------------------------------------------------------------- |
| Pays hôte                                             | 1      | Canada                                                                          |
| Points de qualification via les Championnats du monde | 9      | Grande-Bretagne Allemagne États-Unis Norvège Suisse France Danemark Chine Suède |
| Total                                                 | 10     |                                                                                 |

#### Tournoi féminin
| Moyen de qualification                                | Places | Qualifiés                                                                     |
| ----------------------------------------------------- | ------ | ----------------------------------------------------------------------------- |
| Pays hôte                                             | 1      | Canada                                                                        |
| Points de qualification via les Championnats du monde | 9      | Chine Danemark Suède Suisse États-Unis Grande-Bretagne Russie Allemagne Japon |
| Total                                                 | 10     |                                                                               |

### Points de qualification
Les points de qualification sont attribués sur la base du classement final des nations lors des Championnats du monde. Ils sont distribués de la manière suivante :
| Rang final | 1  | 2  | 3  | 4 | 5 | 6 | 7 | 8 | 9 | 10 | 11 | 12 |
| Points     | 14 | 12 | 10 | 9 | 8 | 7 | 6 | 5 | 4 | 3  | 2  | 1  |

#### Classements actuels
| Légende | Légende                                         |
| ------- | ----------------------------------------------- |
|         | Nations qualifiées pour les Jeux olympiques     |
|         | Nations non qualifiées pour les Jeux olympiques |

| Pays               | 2007 | 2008 | 2009 | Total |
| ------------------ | ---- | ---- | ---- | ----- |
| Canada             | 14   | 14   | 12   | 40    |
| Grande-Bretagne    | 3,5  | 12   | 14   | 29,5  |
| Allemagne          | 12   | 5    | 7    | 24    |
| États-Unis         | 10   | 6    | 8    | 24    |
| Norvège            | 3,5  | 10   | 10   | 23,5  |
| Suisse             | 9    | 2    | 9    | 20    |
| France             | 6,5  | 8    | 5    | 19,5  |
| Danemark           | 3,5  | 4    | 6    | 13,5  |
| Chine              | -    | 9    | 4    | 13    |
| Suède              | 8    | 3    | -    | 11    |
| Australie          | 3,5  | 7    | -    | 10,5  |
| Finlande           | 6,5  | -    | 1    | 7,5   |
| République tchèque | -    | 1    | 2    | 3     |
| Japon              | -    | -    | 3    | 3     |
| Corée du Sud       | 1    | -    | -    | 1     |

| Pays               | 2007 | 2008 | 2009 | Total |
| ------------------ | ---- | ---- | ---- | ----- |
| Canada             | 14   | 14   | 9    | 37    |
| Chine              | 6    | 12   | 14   | 32    |
| Danemark           | 12   | 8    | 10   | 30    |
| Suède              | 7,5  | 7    | 12   | 26,5  |
| Suisse             | 7,5  | 10   | 8    | 25,5  |
| États-Unis         | 9    | 6    | 4    | 19    |
| Grande-Bretagne    | 10   | 3    | 5    | 18    |
| Russie             | 4    | 5    | 6    | 15    |
| Allemagne          | 4    | 4    | 7    | 15    |
| Japon              | 4    | 9    | -    | 13    |
| Italie             | 1,5  | 2    | 1    | 4,5   |
| Corée du Sud       | -    | -    | 3    | 3     |
| République tchèque | 1,5  | 1    | -    | 2,5   |
| Norvège            | -    | -    | 2    | 2     |

## Tableau des médailles
| Rang  | Nation  | Or | Argent | Bronze | Total |
| ----- | ------- | -- | ------ | ------ | ----- |
| 1     | Canada  | 1  | 1      | 0      | 2     |
| 2     | Suède   | 1  | 0      | 0      | 1     |
| 3     | Norvège | 0  | 1      | 0      | 1     |
| 4     | Chine   | 0  | 0      | 1      | 1     |
| 4     | Suisse  | 0  | 0      | 1      | 1     |
| Total | Total   | 2  | 2      | 2      | 6     |